# Alstom

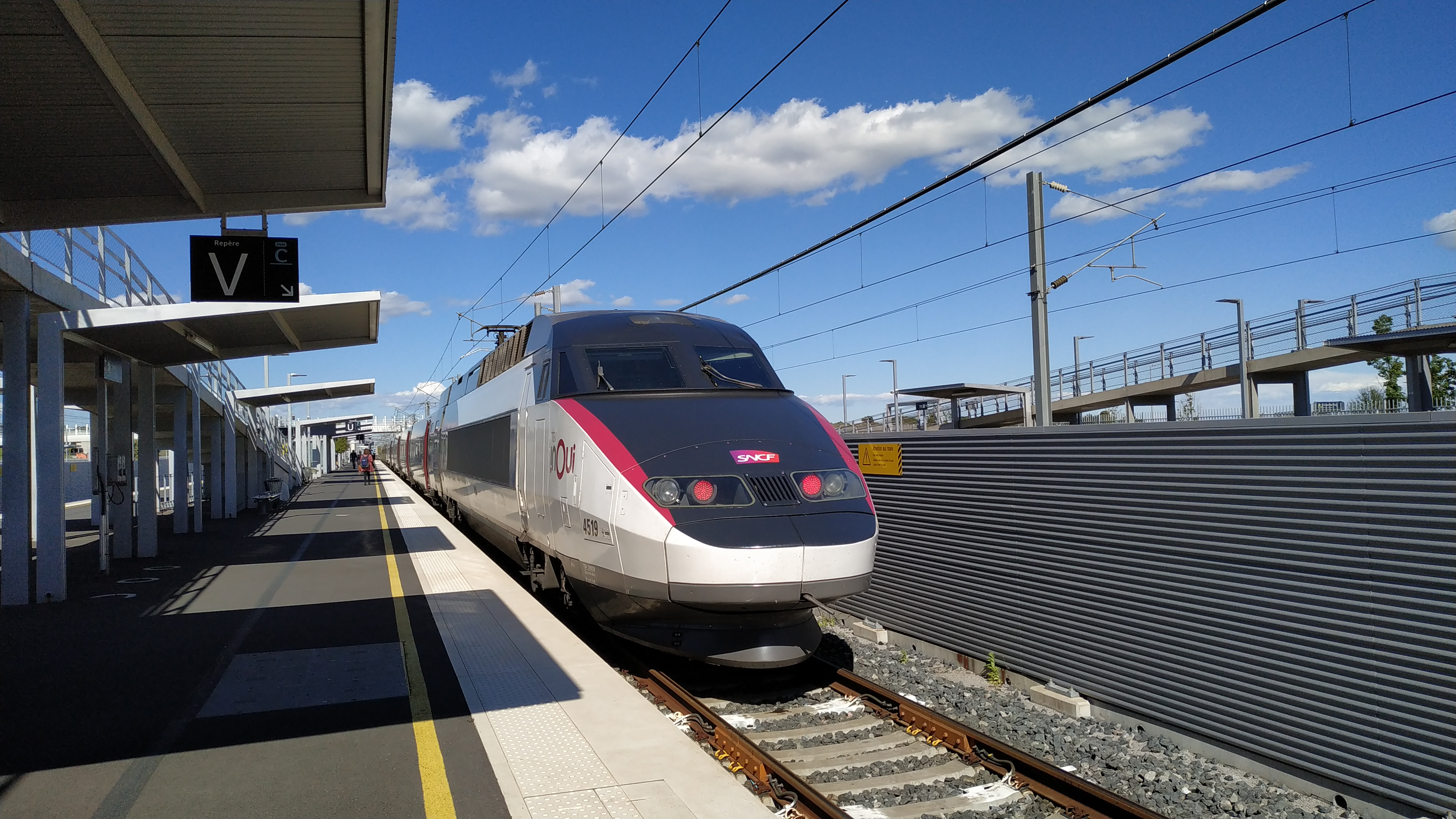
Un "Tgv" francese di Alstom

Alstom (già GEC-Alsthom, in origine Alsthom) è un gruppo industriale francese che opera nel settore della costruzione di treni e infrastrutture ferroviarie (divisione Transport). In passato ha operato anche con la divisione Power (centrali di produzione di energia) e con la divisione Grid (reti di trasporto / distribuzione di energia).
Nel settore ferroviario opera nella realizzazione di materiale rotabile, infrastrutture e segnalamento; produce i treni TGV e AGV.

## Storia
In origine Alsthom, contrazione di «Alsace» (Alsazia) e «Thomson» era il risultato della fusione, realizzata nel 1928, di una parte della SACM (Société Alsacienne de Constructions Mécaniques) di Mulhouse, specialista della costruzione di locomotive, e di Compagnie française Thomson-Houston (CFTH), società franco-americana specialista di equipaggiamenti a trazione elettrica. Il suo primo presidente fu Auguste Detoeuf.
Nel 1976 la Compagnie générale d'électricité (CGE), che aveva assorbito Alcatel nel 1966, acquisì Alsthom; nel 1988 quest'ultima si alleò con General Electric Company (GEC) (Gran Bretagna).
Il gruppo nella sua forma attuale nacque il 22 giugno 1989 come joint-venture franco-britannica costituita da GEC e Alcatel e chiamata GEC-Alsthom; essa raggruppa Alsthom e la divisione Power Systems di GEC. Nel 1994, GEC Alsthom ha acquisito una partecipazione del 51% in Linke-Hofmann-Busch da Salzgitter AG. In seguito, le due case madri, scegliendo di riconcentrarsi sui propri ambiti produttivi di base (l'elettronica per la difesa per GEC e le telecomunicazioni per Alcatel), decisero di vendere in borsa la maggioranza (52%) del capitale GEC-Alsthom, conservandone ciascuna il 24%. Questa fu la maggiore operazione di quotazione di una società europea al di fuori dei processi di privatizzazione. La nuova società, ottenendo un grande successo dall'operazione nel clima euforico dell'epoca, si rese indipendente nel 1998 e prese il nome Alstom, rendendo la pronuncia senza la h più facile nei vari paesi dove è presente.
Nel 1999 creò una joint venture con ABB, chiamata ABB Alstom Power, nel campo dei sistemi di produzione di energia, della quale ha poi assunto il completo controllo.
Nel 2000 acquisì la Fiat Ferroviaria, l'azienda italiana di Savigliano produttrice del Pendolino (e titolare del relativo brevetto), accrescendo in tal modo la sua presenza nel settore delle costruzioni ferroviarie.
Nel 2001 cedette il suo 24% di azioni proprie. Penalizzata dalla quotazione da fondi insufficienti, poi dalle difficoltà delle turbine a gas di grande potenza GT24/26 ereditate da ABB, il gruppo sfiorò il fallimento nel 2004; il sostegno dello stato e un cambio di dirigenza permisero al gruppo di risalire la china.
Il 9 gennaio 2004 cedette ad Areva la sua attività di trasmissione e distribuzione per 913 M€.
A fine 2005 cedette a Barclays Private Equity la sua attività Power Conversion (elettronica di potenza), che ha preso il nome di Converteam nell'aprile 2006.
Il 4 gennaio 2006 la società ha deciso di uscire dai cantieri navali, i Chantiers de l'Atlantique, cedendoli alla società norvegese Aker Yards.
A ottobre 2007 Alstom controlla il 70% dei treni ad alta e altissima velocità.
Il 2 novembre 2015, dopo quasi 18 mesi dalle prime voci ufficiali e dopo 14 anni dall'acquisizione, i settori Power e Grid vengono definitivamente ceduti a General Electric, divisione Power & Water, un'operazione che riconduce Alstom al solo settore ferroviario.

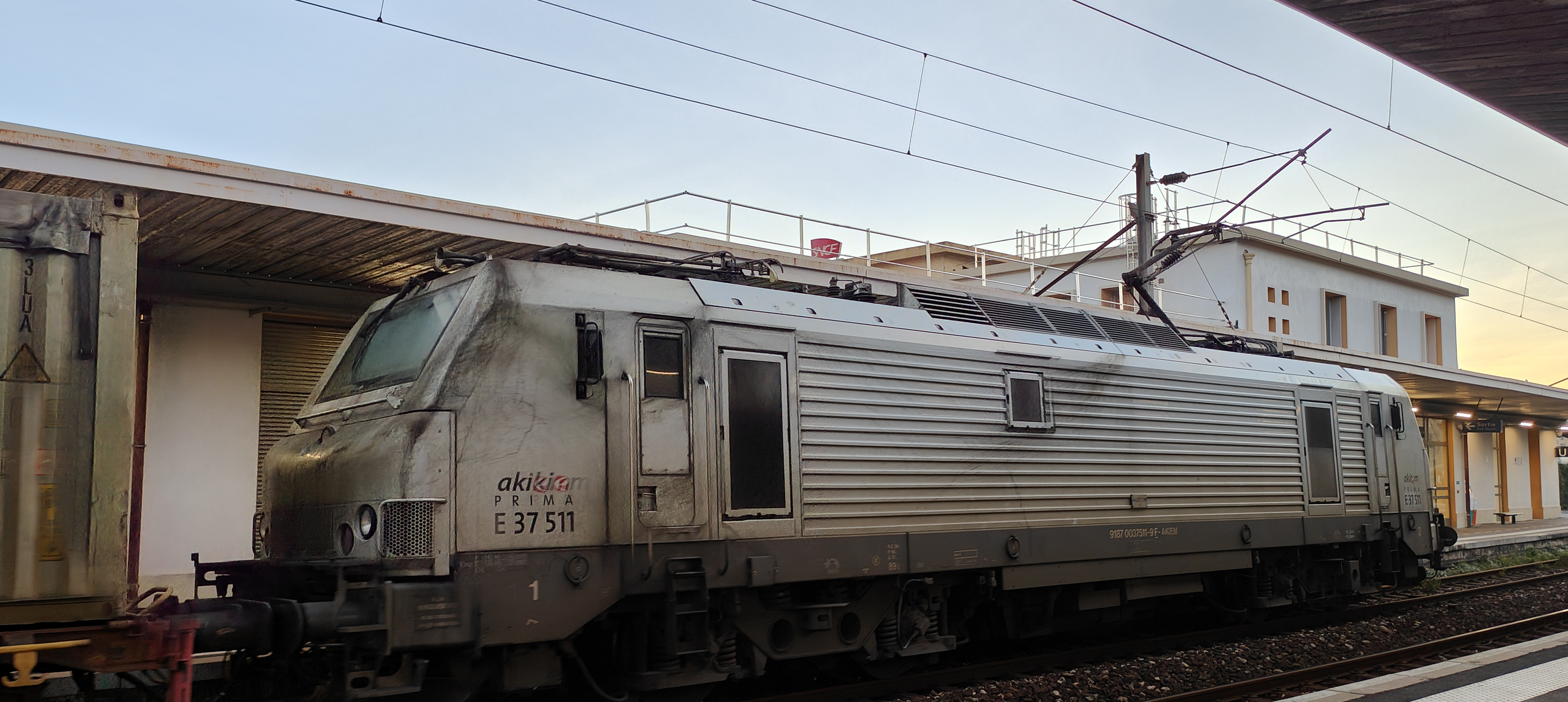
La locomotiva tricorrente Prima E37 511 Alstom (facente parte del gruppo BB 37000 sviluppato dal 2004) al traino di un merci a Mentone novembre 2023

Il 26 settembre 2017 annuncia una proposta di fusione con Siemens Mobility, il settore rotabile del conglomerato tedesco Siemens AG, con l'obiettivo di creare "un nuovo colosso europeo nel settore ferroviario".  L'accordo è siglato il 23 marzo 2018: la nuova società si chiamerà Siemens Alstom, sede a Parigi e 18 miliardi di dollari di ricavi. L'iniziativa, vista come una misura per contrastare (con il sostegno dei governi francese e tedesco) l'ascesa del gruppo cinese CRRC cinese che si sta affacciando in Europa con le prime ordinazioni in Germania e Repubblica Ceca dopo aver vinto molte commesse negli Stati Uniti grazie ai prezzi bassi, ha suscitato proteste popolari contro Emmanuel Macron per il timore di tagli di lavoro derivanti dalla fusione. Il 17 luglio 2018 gli azionisti di Alstom hanno approvato a maggioranza la fusione con Siemens ma il 6 febbraio 2019 la prevista fusione tra le due società è stata bloccata dal veto dalla Commissione europea perché, ha dichiarato la commissaria europea per la concorrenza, Margrethe Vestager, "avrebbe alterato la concorrenza nel settore del segnalamento ferroviario".
Nel luglio 2019, l'azienda ha presentato la nuova identità del marchio e il nuovo slogan, “mobility by nature”, risultato di un sondaggio interno tra i dipendenti.

## Azionariato
Dati tratti da Euronext ed aggiornati al 4 luglio 2018:
- Bouygues – 27,94%
- Wellington Management – 2,96%
- State Street Corporation – 2,83%
- Aviva – 2,30%
- Schroders – 2,06%
- BNP Paribas Asset Management – 2,00%
- Prudential – 1,95%
- DNCA Investments – 1,43%
- AFFM – 1,26%
- Dipendenti – 1,16%
- Amundi – 1,05%

## Prodotti e servizi
- Rail Transport
  - veicoli ferroviari
  - infrastrutture ferroviarie
  - Segnalamento

### Transport

#### Veicoli ferroviari
- Alstom Metropolis (metropolitana)
- Alstom Citadis (tram)
- Alstom Citadis Ecopack (tram)
- Alstom Citadis Dualis (tram-treno)
- Alstom Citadis Spirit (tram-treno)
- Alstom X'Trapolis (treno suburbano)
- Alstom Coradia (treno regionale)
- Alstom Avelia Pendolino (treno ad alta velocità)
- Alstom Avelia Euroduplex (treno ad alta velocità)
- Alstom Avelia Liberty (treno ad alta velocità)
- Alstom Avelia AGV (treno ad alta velocità)
- Alstom Prima T6 e T8 (locomotiva elettrica)
- Alstom Prima M4 (locomotiva elettrica)
- Alstom Prima H3 e H4 (locomotiva da manovra)

## Italia
In Italia opera con Alstom Ferroviaria S.p.A. (ex Fiat Ferroviaria), con varie sedi operative: 
- Savigliano
- Bologna
- Firenze
- Vado Ligure
- Sesto San Giovanni
- Nola
- Roma
- Bari

Il 4 maggio 2011 l'A.D. del gruppo francese, Patrick Kron, ha annunciato la definitiva chiusura dello stabilimento di produzione presso Colleferro (RM).